# پانتیسایمر
پانتیسایمر (به انگلیسی: Pontycymer) یک روستا در بریتانیا است که در شهرستان مستقل بریجند واقع شده‌است. پانتیسایمر ۲٬۴۹۹ نفر جمعیت دارد.